# Olimpiada Ivanovová
Olimpiada Vladimirovna Ivanovová (rusky Олимпиада Владимировна Иванова; * 26. srpna 1970 Munsjut, Čuvašsko) je bývalá ruská atletka, stříbrná olympijská medailistka, dvojnásobná mistryně světa a mistryně Evropy v chůzi na 20 km.
Na světovém šampionátu v Helsinkách v roce 2005 vybojovala titul mistryně světa v novém světovém rekordu, jehož hodnota byla 1.25:41. Za tento výsledek dostala prémii 100 000 dolarů. Její osobní rekord v chůzi na 20 km má však hodnotu 1.24:50. Tento čas ale mezinárodní atletická asociace jako rekord neuznala.
Na MS v atletice 1997 v Athénách původně vybojovala stříbrnou medaili v chůzi na 10 km. Z důvodu pozitivního dopingového nálezu však byla diskvalifikována a později dostala dvouletý zákaz startů.

## Osobní rekordy
- 10 000 m chůze (stadion) – 42:30,31 – 26. července 1994, Petrohrad
- 20 km chůze (silnice) – 1.24:50 – 4. března 2001, Adler